# نظریه منبع مستقیم
نظریه منبع مستقیم (انگلیسی: Direct reference theory) (همچنین ارجاع‌گرایی یا واقع‌گرایی ارجاعی نیز نامیده می‌شود) نظریه‌ای از زبان است که ادعا می‌کند معنای یک کلمه یا عبارت در آنچه در جهان به آن اشاره می‌کند نهفته است. شیئی که با یک کلمه مشخص می‌شود، منبع آن نامیده می‌شود. انتقاداتی از این موضع بر لودویگ ویتگنشتاین وارد است.
در قرن نوزدهم، گوتلوب فرگه، ریاضی‌دان و فیلسوف نیز علیه آن استدلال کرد و آن را با نظریه منبع واسطه مقایسه کرد. در سال ۱۹۵۳، ویتگنشتاین با تحقیقات فلسفی خود علیه ارجاع‌گرایی استدلال کرد و گفت: «معنای یک کلمه استفاده از آن است.» نظریه منبع مستقیم موضعی است که با پوزیتیویسم منطقی و فلسفه تحلیلی مرتبط است. فیلسوفان پوزیتیویست منطقی تلاش‌های خود را در مقابله با مواضعی مانند ویتگنشتاین به‌کار گرفته‌اند و هدفشان ایجاد «زبان کاملاً توصیفی» پاک‌شده از ابهام‌ها و سردرگمی‌ها است.